# Pierre Dewin
Pierre Dewin (Anversa, 6 settembre 1894 – ...) è stato un pallanuotista belga, vincitore di due medaglie d'argento all'olimpiade di Anversa 1920 e di Parigi 1924.